# Peltospiridae
Peltospiridae zijn een familie van weekdieren uit de klasse van de Gastropoda (slakken).

## Geslachten
- Chrysomallon Chen, Linse, Copley & Rogers, 2015
- Ctenopelta Warén & Bouchet, 1993
- Depressigyra Warén & Bouchet, 1989
- Dracogyra C. Chen, Y.-D. Zhou, C.-S. Wang & Copley, 2017
- Echinopelta McLean, 1989
- Gigantopelta Chen, Linse, Roterman, Copley & Rogers, 2015
- Hirtopelta McLean, 1989
- Lirapex Warén & Bouchet, 1989
- Nodopelta McLean, 1989
- Pachydermia Warén & Bouchet, 1989
- Peltospira McLean, 1989
- Rhynchopelta McLean, 1989